# ドナルド・ラッカー
ドナルド・ラッカー（Donald Rucker）は、アメリカ合衆国の健康情報学者、救急医学者。2017年4月、医療情報技術調整官に就任。